# 玄海町立有浦小学校
玄海町立有浦小学校（げんかいちょうりつ ありうらしょうがっこう）は佐賀県東松浦郡玄海町大字諸浦にかつて存在した小学校。2010年（平成22年）3月末に閉校した。

## 概要
歴史
1875年（明治8年）「有浦小学校」として松浦郡有浦村に創立。創立から135年目の2010年（平成22年）に玄海町内の小学校3校（有浦・仮屋・牟形）の統合により、玄海町立有徳小学校が新設された。さらに統合は進み、2015年（平成27年）には、有徳小と値賀小の統合により、玄海町立玄海小学校が新設。2017年（平成29年）には玄海小と玄海中の統合により、義務教育学校「玄海町立玄海みらい学園」が新設された。
校章
校舎改築前まで校庭にあった泰山木の葉を図案化したものを背景にして、中央に校名の「有浦」の文字（縦書き）を置いている。校旗はえんじ色の生地に、銀糸ので泰山木の葉が、金糸で校名「有浦」が刺繍されていた。
校歌
1973年（昭和48年）3月に制定。作詞は進藤担平、作曲は渡辺公一による。歌詞は2番まであり、両番に校名の「有浦小学」が登場する。
なお、これより前には旧校歌があり（1927年（昭和2年）11月制定）、作詞は中山直太、作曲は高田重男による。校名は歌詞中に登場しない。

## 沿革
- 1875年（明治8年）8月22日 - 松浦郡有浦村有浦下、東光寺に「佐賀県下第八中学校区六番小学区一番 有浦小学校[1]」が創立。下等科から高等科の教授を開始。
- 1879年（明治12年）11月 - 東光寺の隣接地（大字諸浦）に校舎を新築し、移転を完了。
- 1882年（明治15年）10月 - 大良小学校を統合し、山都美分校とする。
- 1884年（明治17年）4年 - 値賀小学校・五箇小学校を統合し、それぞれ今村分校・仮屋分教場とする。
- 1886年（明治19年）- 小学校令の施行により、尋常科（4年制）を設置の上、「尋常有浦小学校」に改称。
- 1888年（明治21年）6月 - 有浦・切木・値賀三村連合高等小学校が併置される。
- 1889年（明治22年）4月 - 町村制の施行により、東松浦郡有浦村立の小学校となる。
- 1890年（明治23年）11月 - 校舎を新築し、移転を完了。初代校長に川添源之助が就任。
- 1891年（明治24年）
  - この年 - 有浦・切木・値賀三村連合高等小学校が廃止される。
  - 7月 - 高等科（2年制）を併置の上、「有浦尋常高等小学校」に改称（尋常科4年・高等科2年）。
- 1882年（明治25年）4月 - 山都美分校・今村分校・仮屋分教場が分離し、それぞれ大良尋常小学校・今村尋常小学校・仮屋尋常小学校として独立。値賀川内にも分校を設置。
- 1901年（明治34年）8月 - 高等科を4年制とする（尋常科4年・高等科4年）。
- 1902年（明治35年）12月 - 校舎を改築。有浦農業補習学校が併置される。
- 1906年（明治39年）12月 - 有浦農業補習学校が廃止される。
- 1908年（明治41年）4月 - 小学校令改正により、義務教育年限（尋常科の修業年限）が4年から6年に延長される（尋常科6年・高等科2年となる）。
- 1916年（大正5年）5月 - 有浦農業補習学校が再び設置される。
- 1924年（大正13年）4月 - 有浦農業補習学校に女子部が設置され、昼間授業を開始。
- 1927年（昭和2年）11月 - 校歌（旧校歌）を制定。
- 1928年（昭和3年）4月 - 青年訓練所充当有浦農業補習学校が有浦公民学校に改称。
- 1935年（昭和10年）4月 - 青年学校令の施行により、有浦公民学校が有浦青年学校に改称。
- 1941年（昭和16年）4月1日 - 国民学校令の施行により、「有浦村有浦国民学校」に改称。尋常科を初等科に改める（初等科6年・高等科2年）。
- 1947年（昭和22年）4月1日 - 学制改革（六・三制の実施）により、国民学校初等科は「有浦村立有浦小学校」に改組される。12学級編成。
  - 国民学校高等科は青年学校普通科と統合の上、新制中学校「有浦村立有浦中学校」となり、校舎完成までの間、当面小学校に併設される。
- 1948年（昭和23年）5月 - 東側隣接地に有浦中学校の校舎が完成。小学校校舎一部の貸与を解消。
- 1950年（昭和25年）7月 - 講堂と附属教室（2教室）が完成。
- 1956年（昭和31年）
  - 9月 - 図書館施設が完成。
  - 9月30日 - 玄海町の発足により、「玄海町立有浦小学校」に改称。
- 1958年（昭和33年）
  - 1月1日 - 切木村の一部（田代・藤平・座川内・湯野尾）が玄海町に編入されたため、有浦小学校区となる（切木小学校より移管）。
  - この年度 - 児童数が最大の772名（男子408名・女子364名）を記録する。
  - 6月 - 牟形字柴神に牟形分校を設置。座川内・湯野尾地区の児童（4年生以下）を収容。
- 1966年（昭和41年）11月3日 -鉄筋コンクリート造3階建ての新校舎が完成。
- 1967年（昭和42年）1月 - 牟形分校が分離の上、玄海町立牟形小学校として独立。
- 1974年（昭和49年）4月 - 特殊学級を設置。
- 1975年（昭和50年）9月28日 - 創立100周年記念式典を挙行。記念庭園・郷土資料室を設置。
- 1976年（昭和51年）1月 - 鉄筋コンクリート橋が完成。
- 1986年（昭和61年）2月 - 屋内運動場（体育館）が完成。
- 2010年（平成22年）3月31日 - 閉校。135年の歴史に幕を下ろす。

閉校後
- 2010年（平成22年）4月1日 - 玄海町内の小学校3校（有浦・牟形・仮屋）が統合され、「玄海町立有徳小学校」が新設される。
  - 有浦小学校の校地・校舎が、有徳小学校のものとして継承される。
- 2015年（平成27年）4月1日 - 玄海町内の小学校2校（有徳・値賀）が統合され、「玄海町立玄海小学校」が新設される。
  - 同時期に新設された玄海町立玄海中学校とともに、小中一貫教育を開始。校地・校舎は玄海町大字新田（旧・有浦中学校）に新校舎が完成し移転。
- 2017年（平成29年）4月1日 - 玄海小学校と玄海中学校を統合の上、義務教育学校「玄海町立玄海みらい学園」が新設される。

跡地の活用
- 玄海町 有浦コミュニティセンターとして使用された後、2024年（令和6年）6月から、ハイレゾが、旧・有徳小学校校舎を活用し、AI向けデータセンターを開設の上、業務を開始した[2]。

## 交通
最寄りのバス停
- 昭和バス 「田渕医院前」（旧・有浦小入口）

最寄りの幹線道路
- 佐賀県道292号加倉仮屋港線
- 佐賀県道47号肥前呼子線

## 周辺
- 玄海町役場
- 玄海郵便局
- 佐賀銀行玄海支店
- JAからつ玄海支店
- 若宮八幡宮
- 有浦川

## 参考資料
- 「玄海町史 下巻」（2000年（平成12年）3月, 玄海町史編纂員会）p.194 - p.196, p.230 - p.234

## 関連事項
- 佐賀県小学校の廃校一覧